# Sigri Welhaven
Sigri Welhaven Krag (4 mai 1894 – 20 décembre 1991) est une sculptrice norvégienne.

## Biographie
Sigri Welhaven est née à Kristiania (aujourd'hui Oslo), en Norvège. Elle est la fille de Hjalmar Welhaven (en) (1850-1922) et Margrethe Backer (1851-1940). Elle étudie au Académie nationale norvégienne d'artisanat et d'art industriel (en) (devenu plus tard la Faculté des Arts d'Oslo), puis à l'Académie nationale norvégienne des beaux-arts (en). Elle expose pour la première fois à l' Automne Exhabitation à Oslo en 1911.
Elle vit à Paris de 1919 à 1939. En 1937, son travail est exposé à l'Exposition Internationale à Paris. Elle conçoit des bustes de Thorvald Lammers (1916), Halvdan Koht (1939), Sem Sæland (1940) et Hauk Aabel (1945). Elle créé  également un certain nombre de sculptures d'animaux sauvages, y compris Gutten på delfinen en bronze, exposée à partir de 1921 sur la place Amaldus Nielsens à Oslo, et Gutten og skilpadden en bronze, exposée à partir de 1929 dans le parc Torshovsparken d'Oslo. Elle est représentée dans la Galerie Nationale de la Norvège avec Elefantgruppe à partir de 1965,.

## Vie personnelle
Welhaven a été mariée trois fois; en 1913 avec Jean Heiberg (1884-1976), en 1920 avec Peter Krag (1885-1939) et en 1940, avec Carl Pihl Schou (1892-1952). Elle est la mère de trois enfants. 